# 1030 فيتجا
1030 فيتجا (بالإنجليزية: 1030 Vitja)‏ هو كويكب، يقع ضمن حزام الكويكبات. اكتشف في 25 مايو 1924.

## روابط خارجية
- 1030 فيتجا في قاعدة بيانات مختبر الدفع النفاث لأجرام النظام الشمسي الصغيرة

- الاكتشاف · مخطط المدار ·  العناصر المدارية · المعلمات المادية

- 1030 فيتجا على موقع ويكي سكاي: DSS2, SDSS, GALEX, IRAS, Hydrogen α, X-Ray, Astrophoto, Sky Map, Articles and images